# Australobius maroneus
Australobius maroneus är en mångfotingart som först beskrevs av Carl Graf Attems 1953.  Australobius maroneus ingår i släktet Australobius och familjen stenkrypare.
Artens utbredningsområde är:
- Laos.
- Vietnam.

Inga underarter finns listade i Catalogue of Life.